# Winfield Scott Hancock
Winfield Scott Hancock (14. února 1824 – 9. února 1886) byl důstojník Armády Spojených států a demokratický kandidát na prezidenta Spojených států v roce 1880. Úspěšně čtyři desetiletí sloužil v armádě, včetně účasti na mexicko-americké válce a jako generál Unie na americké občanské válce. Proslavil se zejména svým úspěšným velením v bitvě u Gettysburgu v roce 1863. V armádě pokračoval i po občanské válce a účastnil se vojenské rekonstrukce Jihu a sloužil na západní hranici USA.
Hancockova pověst válečného hrdiny z Gettysburgu v kombinaci s jeho postavením unionisty a zastánce práv jednotlivých států Unie z něj udělala vhodného kandidáta na prezidenta. Když ho demokraté v roce 1880 nominovali, vedl dobrou kampaň, ale byl těsně poražen republikánem Jamesem A. Garfieldem. Hancockovým posledním veřejným vystoupením bylo vedení pohřebního průvodu prezidenta Ulyssese S. Granta v roce 1885.